# Маковець (Мазовецьке воєводство)
Маковець (пол. Makowiec) — село в Польщі, у гміні Скаришев Радомського повіту Мазовецького воєводства. Населення — 1322 особи (2011).

## Демографія
Демографічна структура станом на 31 березня 2011 року:
|          | Загалом | Допрацездатний вік | Працездатний вік | Постпрацездатний вік |
| -------- | ------- | ------------------ | ---------------- | -------------------- |
| Чоловіки | 642     | 168                | 429              | 45                   |
| Жінки    | 680     | 147                | 423              | 110                  |
| Разом    | 1322    | 315                | 852              | 155                  |